# Callicore cajetani
Callicore cajetani is een vlinder uit de onderfamilie Biblidinae van de familie Nymphalidae. De wetenschappelijke naam van de soort is voor het eerst geldig gepubliceerd in 1872 door Achille Guenée. De soort komt voor in Peru. Ze gelijkt op Callicore felderi maar is iets groter.